# IC 1926
IC 1926 је спирална галаксија у сазвјежђу Часовник која се налази на листи објеката дубоког неба у Индекс каталогу.
Деклинација објекта је - 51° 42' 4" а ректасцензија 3h 25m 18,8s. Привидна величина (магнитуда) објекта IC 1926 износи 15,8 а фотографска магнитуда 16,6. IC 1926 је још познат и под ознакама ESO 200-20, PGC 12790.